# Mont Thabor (France)
Pour les articles homonymes, voir Thabor.
Ne doit pas être confondu avec Pic du Thabor ou Tabor (massif du Taillefer).
Le mont Thabor, anciennement crêt du Moine, est un sommet des Alpes françaises, situé dans le massif des Cerces et précisément dans le chaînon du Thabor, au sud-ouest de Modane, à l'intersection des communes de Valmeinier et Orelle en Savoie, ainsi que Névache dans les Hautes-Alpes. 
Du côté de Névache, il ferme la vallée Étroite située dans les Hautes-Alpes. Il culmine à 3 178 mètres d'altitude. Il est dominé au nord par le pic du Thabor (3 207 mètres) dont il est séparé par le col du Thabor (3 109 mètres).
Il est principalement composé de quartzite et de verrucano.

## Toponymie

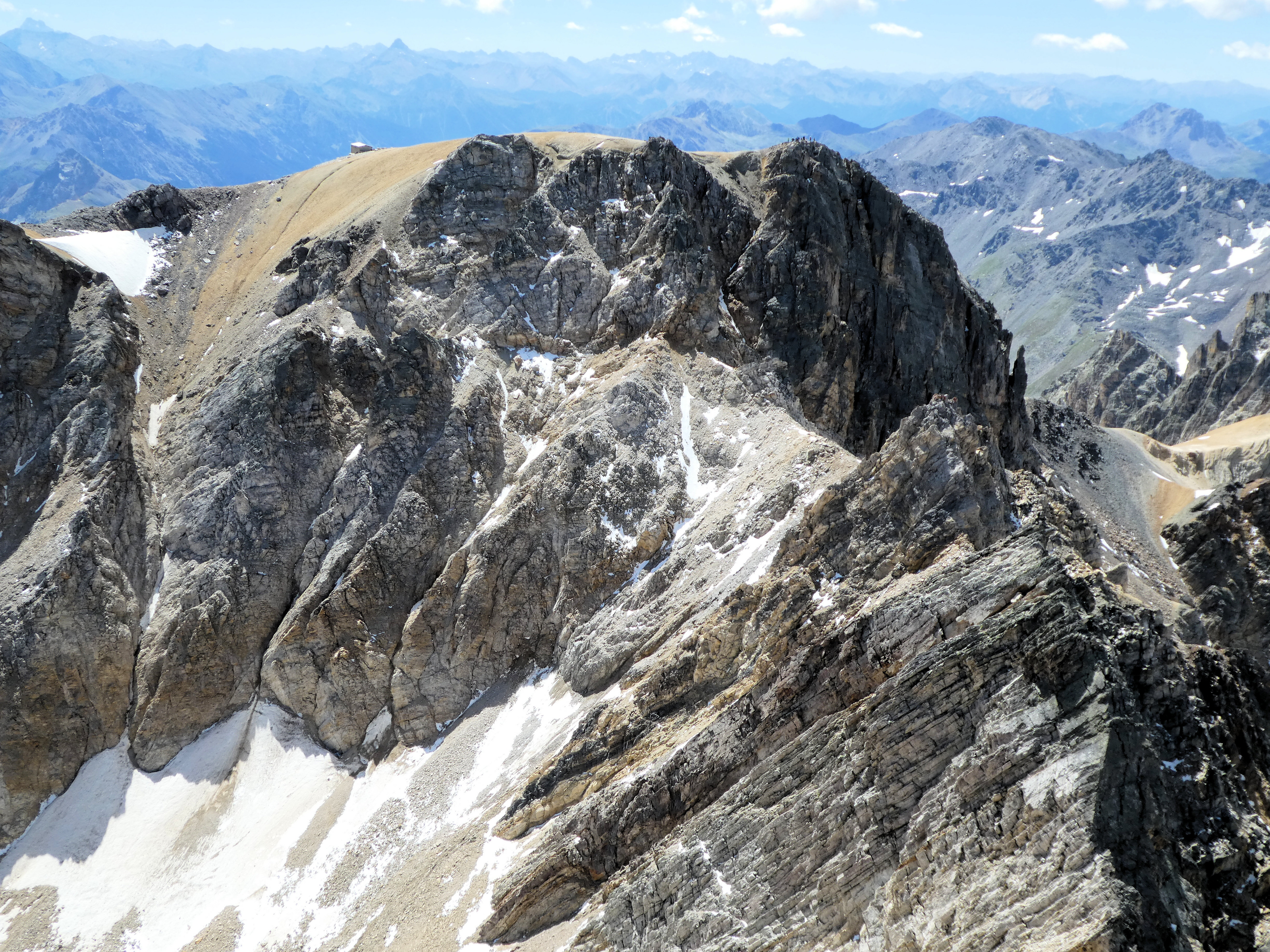
Vue du mont Thabor et de sa chapelle depuis le pic du Thabor, sommet le surplombant d'une dizaine de mètres.

La première mention du mont Thabor remonte au XVIIe siècle, sur la Carta generale de Stati di Sua Altezza Reale de Thomas Borgonius, où le sommet est appelé « mont Abor » ; cette indication est accompagnée d'une inscription chrétienne, une croix, en raison de la chapelle déjà existante. Il conserve cette appellation jusqu'à la fin du XVIIIe siècle, puis devient Thabor. Ainsi, un article de la Société d'histoire et d'archéologie de Maurienne indique qu'en 1793 on trouve la mention du « mont qu'on appelle le mont Thabor », et le prêtre François Molin évoque le « passage du Mont Thabor », dans ses Souvenirs de la persécution (1795).
En 1935, Adolphe Gros indique que « le nom de Thabor n'était pas connu autrefois des populations limitrophes de la Maurienne qui [lui] donnaient le nom de Moine de Bissorte », en référence à la vallée de Bissorte. En effet, un albergement aux habitants d'Orelle de 1317 évoque les termes : « Ad monachum Bissorte », accompagnés par « Usque ad monachum Bissorte » de l'Académie de Savoie (VIIIe) en 1396 ou encore « Le Moyne de Bissorte » dans un livre terrier de Saint-Julien-Mont-Denis datant de l'an 1574. Voilà pourquoi le mont Thabor est aussi appelé « le crêt du Moine »,. Adolphe Gros précise que les habitants des communes d'Orelle et de Valmeinier l'appelaient encore ainsi peu de temps encore avant la publication de son ouvrage, en 1935.

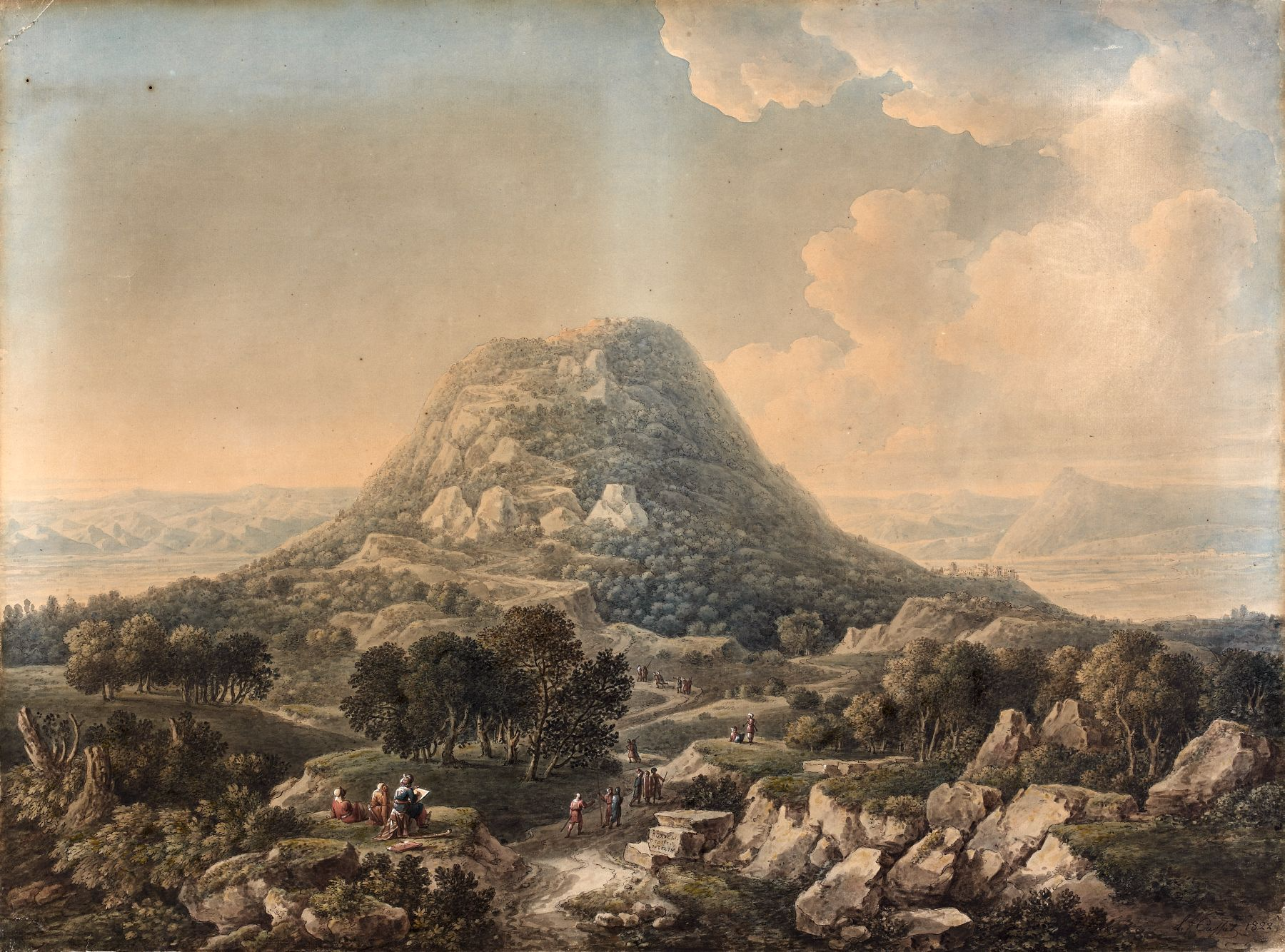
Peinture du mont Thabor en Israël, une référence toponymique possible au mont Thabor français.

Deux hypothèses coexistent concernant l'origine du nom : l'une est biblique et le rapporte au mont Thabor en Israël. En effet, selon Jean-Philippe Buord dans Origine des noms des montagnes des deux Savoies, des pèlerins de retour des croisades de Jérusalem lui trouvent une ressemblance avec le sommet français,. L'autre explication, plus probable selon Adolphe Gros, le rapporte à l'onomastique locale. Selon l'auteur, le nom proviendrait d'un nom de famille — Taburd, écrit aussi Tabord — porté dans les environs de la ville de Modane. Sont mentionnés dans les documents Johannes Taburdi (cartulaire de Maurienne, numéro 130, 1469), Joannes Tabordi (livre terrier du Bourget-du-Lac, 1520) ou encore Aymo Tabordus (Diva Virgo Charmensis, de J. Bertrand, 1623).
Adolphe Gros conclut que « comme les sommets portent généralement un nom de personne », il semble probable que le nom de « Tabord », originaire de Modane, soit à l'origine du nom de la montagne.

## Géographie

### Situation

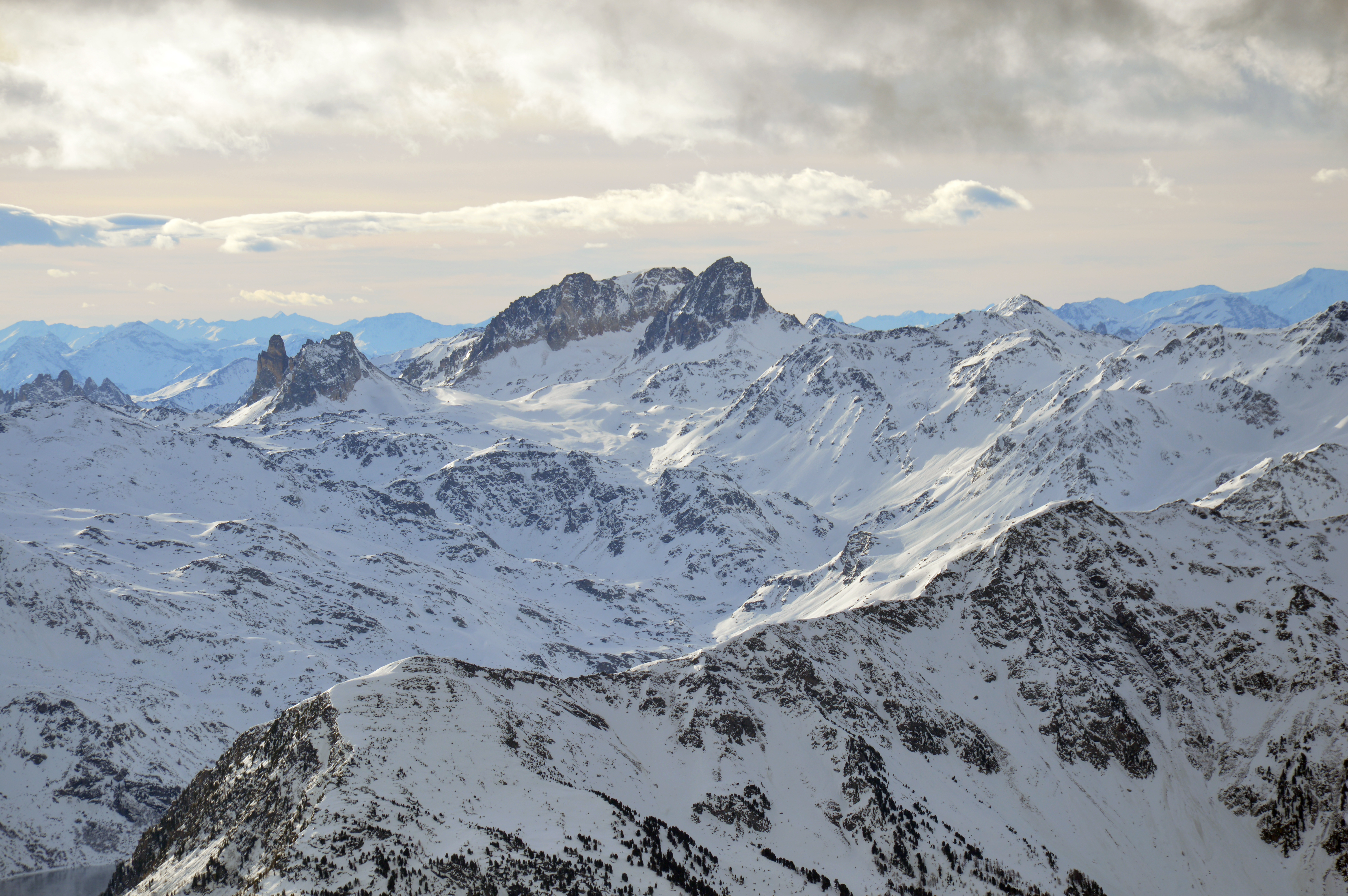
Au fond, vue du Cheval Blanc, du mont Thabor, du pic du Thabor et de la pointe de Terre Rouge.

Le mont Thabor, qui prête son toponyme au massif des Cerces-Thabor dans lequel il est situé (chaînon du Thabor), culmine à 3 178 mètres d'altitude et se trouve au sud-ouest de Modane, au sud d'Orelle et au sud-est de Valmeinier en Savoie. Dans les Hautes-Alpes, il est au nord de Névache et ferme la vallée Étroite.
Il est dominé, au nord, par le pic du Thabor (3 207 mètres) dont il est séparé par le col du Thabor (3 109 mètres) et le glacier du Thabor à Orelle, avant la pointe de Terre Rouge. Par les crêtes est, il est relié au Cheval Blanc (3 020 mètres), par le col du Peyron.

### Géologie
Ce sommet est principalement constitué de quartzites du Trias inférieur, dont certains se présentent sous forme de quartzites phylliteux avec des conglomérats de quartz roses et de pélites violettes. Des séricitoschistes s'accompagnent de verrucano, le tout datant du Trias inférieur également.
Le mont Thabor est aussi constitué de conglomérats, de grès, d'arkoses et de pélites versicolores, de schistes (principalement des lutites et des siltites), de charbon (particulièrement de l'anthracite) et de résidus de calcaires localisés, datant tous du Stéphano-Permien.

## Histoire

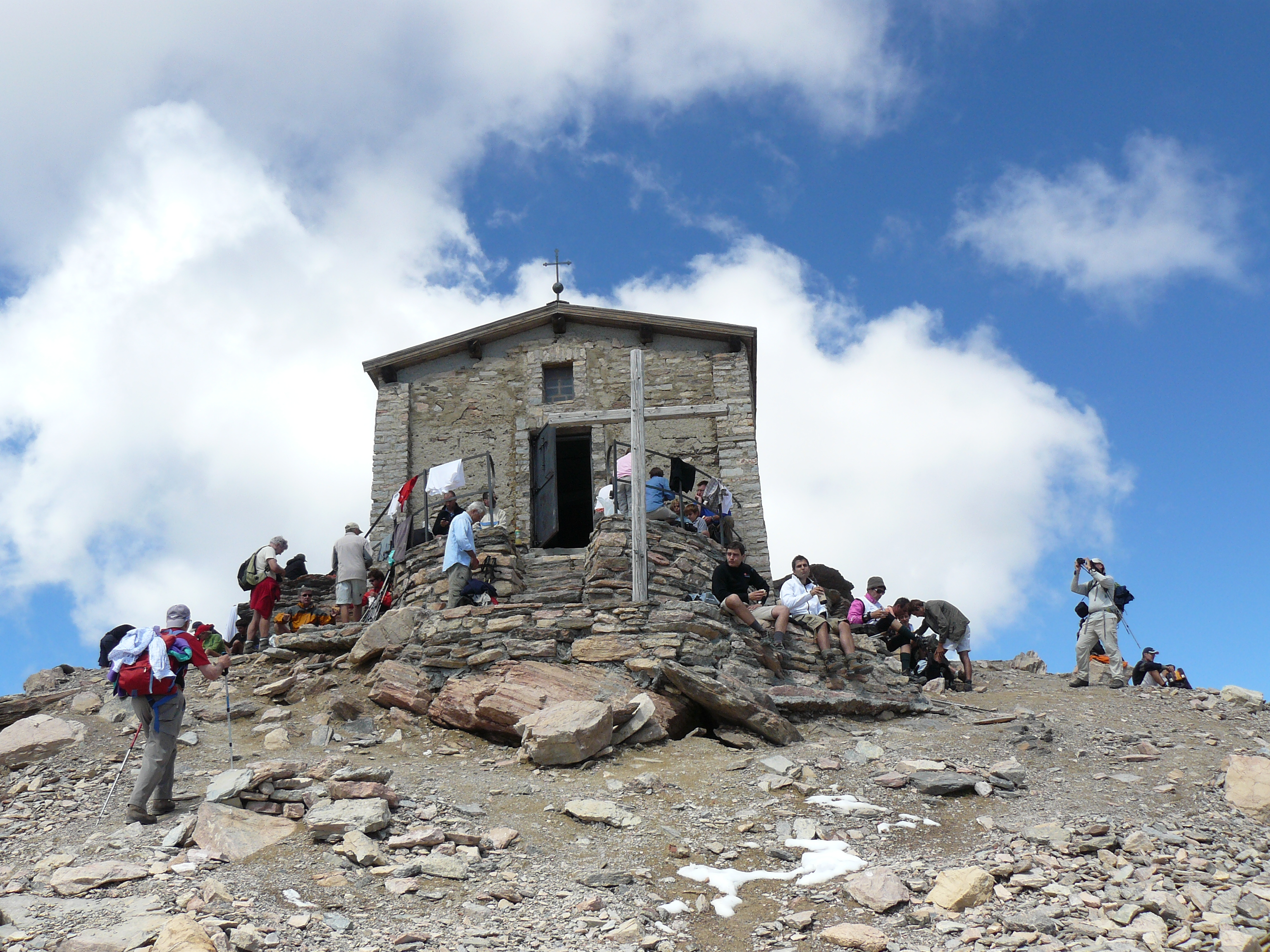
La Chapelle Notre-Dame-des-Sept-Douleurs, à une distance d’environ cent mètres à l'est du sommet.

La chapelle Notre-Dame-des-Sept-Douleurs a été érigée quasiment au sommet, sur la limite entre Orelle et Névache. Dans l'Alta valle della Dora riparia, Giulio Genin de Turin écrit, en 1910 : « Un pèlerin, retour de la Terre Sainte à l'époque des croisades, voulut voir dans cette montagne quelque ressemblance avec le Thabor de la Palestine où s'opéra le miracle de la transfiguration de Notre-Seigneur Jésus-Christ. Plus tard, les religieuses populations de la vallée du Melezet, désirant rappeler les mystères du Golgotha, construisirent sur ce sommet une chapelle, dédiée à Notre-Dame des Douleurs : de même que pour honorer la naissance du Sauveur, ils donnèrent aux trois pics élevés qui se dressent à l'entrée de la vallée les noms des trois Rois-Mages : Balthazar, Gaspar et Melchior. » De plus, le chemin qui conduit du Melezet, daté de 1694, atteste qu'une chapelle existait depuis longtemps sur le mont Thabor, nom autrefois méconnu des populations limitrophes du sommet, comme celles d'Orelle, de Melezet, de Valmeinier et de Modane,,. 
Le sommet marquait jusqu'en 1947, date de la ratification du traité de Paris, la frontière entre la France et l'Italie, qui se situe désormais cinq kilomètres plus à l'est.

## Ascension

### Depuis Névache (vallée Étroite)

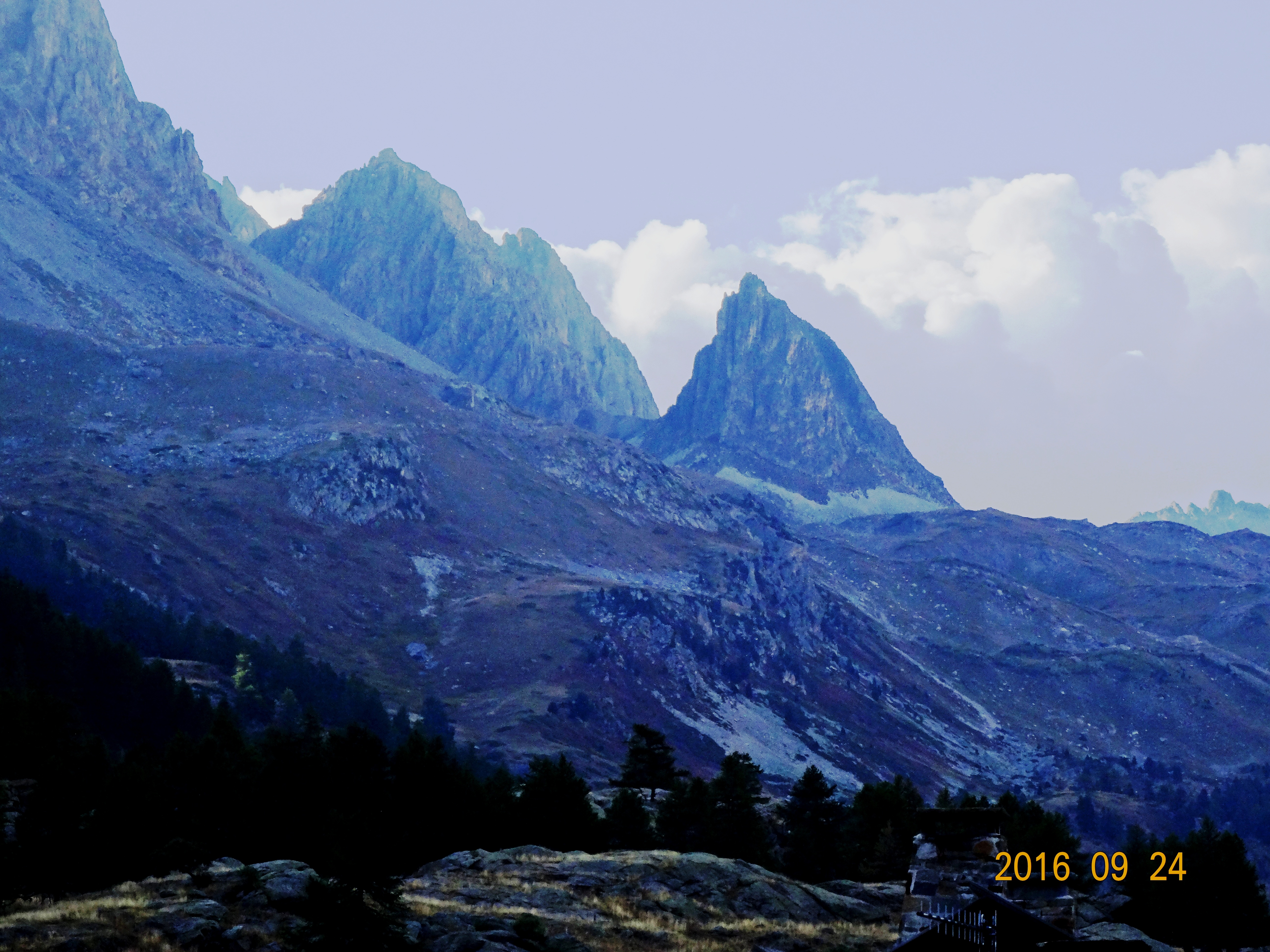
Vue du mont Thabor depuis Névache.

Il est possible de gravir le sommet en partant des Granges de la vallée Étroite, où se trouve un parking. Jusqu'au pont de la Fonderie, le chemin suit le tracé du GR 57. Le chemin suit ensuite une piste jusqu'à la maison des Chamois, où elle se termine, puis le sentier monte en direction nord-ouest, passant par la passerelle du Prat du Plan. Le sentier, dominé par les Petit et Grand Séru sur la droite, suit un petit torrent puis rejoint le GR 57 au col des Méandes (2 727 m).
Quittant l'herbe pour un environnement minéral, l'ascension continue sur un sentier rocheux suivant une série de serpentins. Le sentier passe par trois croix puis par la chapelle Notre-Dame-des-Sept-Douleurs pour atteindre le sommet quelques mètres plus loin. L'ascension dure environ quatre heures, pour un dénivelé de 1 450 m.

### Depuis Orelle

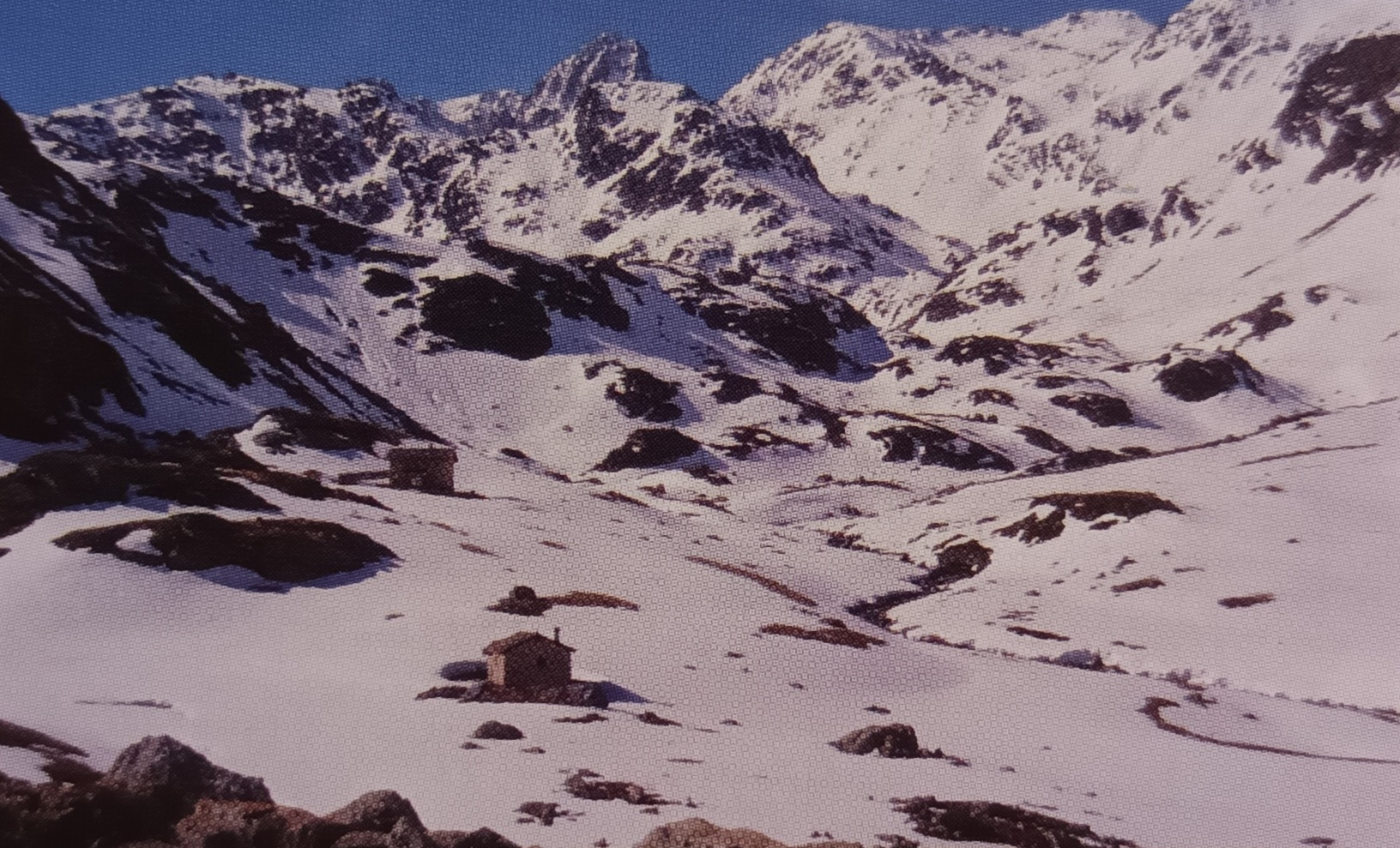
Vue du mont Thabor depuis Orelle.

Afin d'accéder au mont Thabor par Orelle, il est possible d'emprunter la piste forestière du Prec qui démarre au lieu-dit Bissortette, à l'extrémité orientale de la commune. Une fois garé au parking du Prec, il suffit de marcher une heure pour atteindre le lac de Bissorte par le chemin des Cartillières.
À l'extrémité sud du lac se trouve le refuge des Marches depuis lequel on peut continuer de suivre le « GRP Tour du Mont Thabor variante ». Normalement, le lac des Battaillères est franchi et il faut emprunter le sentier du col du Cheval Blanc, puis passer le Cheval Blanc, et enfin le col du Peyron et le col du Thabor. La chapelle Notre-Dame-des-Sept-Douleurs se trouve juste en dessous du mont Thabor, côté Orelle,.

### Depuis Valmeinier

Vue du mont Thabor à droite du pic du Thabor.

L'itinéraire commence au parking de la Chenalette, à Valmeinier. Un panneau indique le sommet à environ cinq heures. Le chemin monte d'abord à la chapelle Notre-Dame des Neiges, puis passe par le lieu-dit La Sausse et la Pierre du Déjeuner, d'où il est possible d'apercevoir le sommet pour la première fois depuis le début de la randonnée. Le sentier entre alors dans un environnement minéral et est balisé par de nombreux cairns et marques de balisage blanches et vertes. Le sentier passe ensuite à proximité des lacs des Glaciers, puis une montée plus raide mène au col de la Chapelle (2 943 m). Finalement, le sentier traverse un petit cirque pour rejoindre la chapelle Notre-Dame-des-Sept-Douleurs puis le sommet du mont Thabor.

### Depuis Modane (Valfréjus)

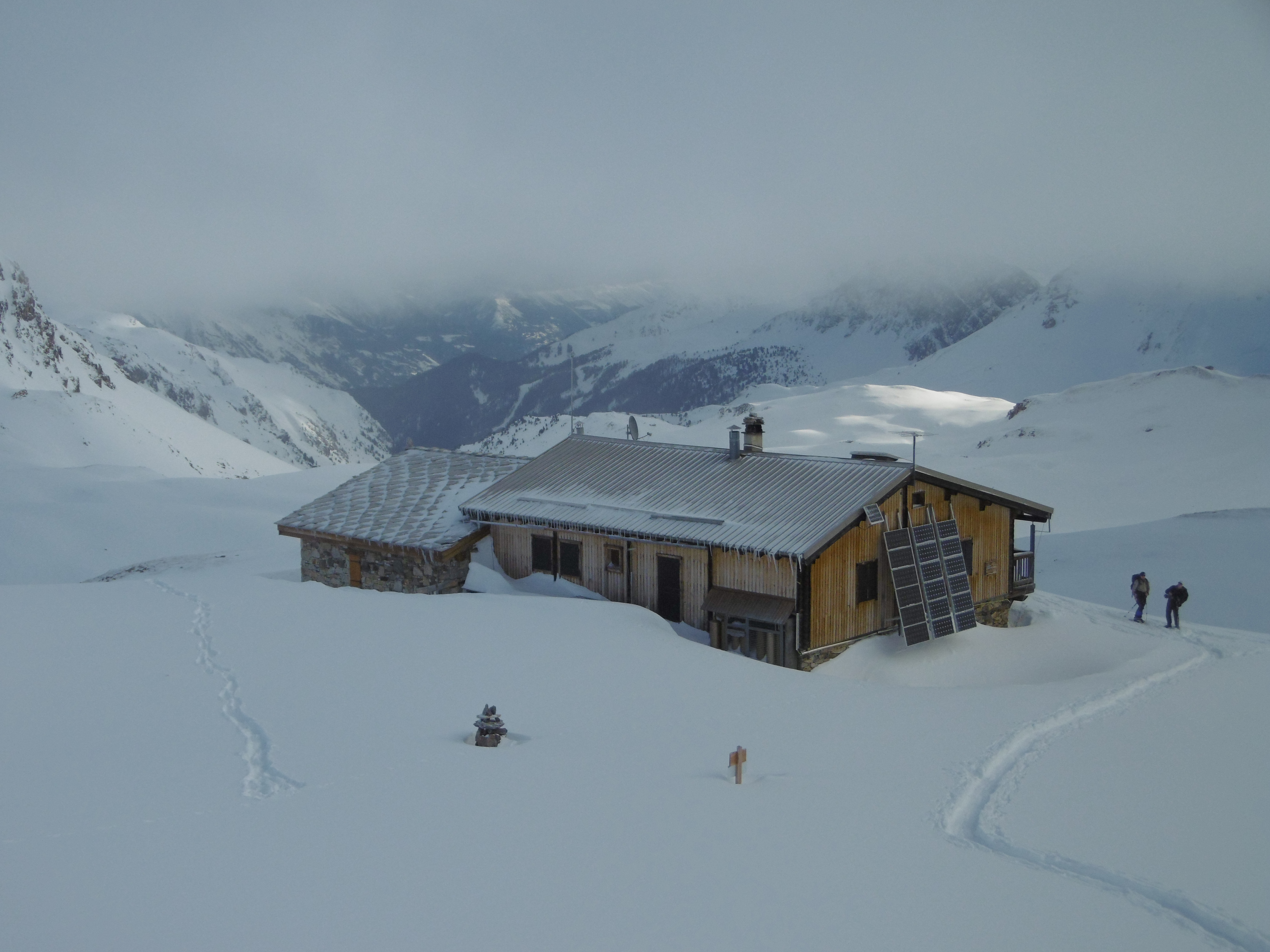
Refuge du Thabor.

Depuis la station de Valfréjus (Modane), rejoindre Le Lavoir (piste carrossable ou GR5). Au Lavoir, prendre la direction du refuge du Thabor (GR5). Du refuge (2 502 m), descendre sur le col de Vallée-Étroite. Passer versant sud et traverser à niveau vers le lac du Peyron (2 440 m). Contourner le lac et prendre un sentier qui permet de contourner la barre rocheuse qui domine le lac par la gauche. On arrive au col des Méandes (2 720 m), où on rejoint la voie normale italienne. La trace aménagée franchit au sud la barre qui borde le petit cirque où mène le col. Suivre ensuite la trace (croix) vers le sommet maintenant tout proche. Le sommet (3 178 m) se trouve juste derrière la chapelle.